# Lidbeckia
Lidbeckia é um género botânico pertencente à família Asteraceae.
É composto por 10 espécies descritas e destas 2 são aceites.

## Taxonomia
O género foi descrito por Peter Jonas Bergius e publicado em Descriptiones Plantarum ex Capite Bonae Spei, ... 306. 1767.

## Espécies
As espécies aceites são:
- Lidbeckia pectinata P.J.Bergius
- Lidbeckia quinqueloba (L.f.) Cass.